# Krzepielów
Krzepielów (niem. Langemark) – wieś w Polsce, położona w województwie lubuskim, w powiecie wschowskim, w gminie Sława.
| SIMC    | Nazwa       | Rodzaj     |
| ------- | ----------- | ---------- |
| 0913781 | Ciepielówek | część wsi  |
| 0913798 | Przydroże   | przysiółek |

## Historia
Wieś wzmiankowana po raz pierwszy pod koniec XIII wieku.
W latach 1954–1972 wieś należała i była siedzibą władz gromady Krzepielów. W latach 1975–1998 miejscowość administracyjnie należała do województwa zielonogórskiego.
We wsi był przystanek kolejowy Krzepielów.

## Zabytki
Do wojewódzkiego rejestru zabytków wpisane są:
- kościół parafialny pod wezwaniem św. Marcina, z XVI-XVIII wieku
- zespół pałacowy, z XVIII wieku:
  - oficyna
  - spichlerz barokowy, z XVIII wieku, nie istnieje
- dom nr 5, z połowy XIX wieku

inne zabytki:
- pałac w ruinie, z XVI w.